# Список міністрів закордонних справ Люксембургу
Список міністрів закордонних справ Люксембургу

## Міністри закордонних справ Люксембургу
1. Гаспар Теодор Ігнас де ла Фонтен — (1848);
2. Жан-Жак Вільмар — (1848 — 1853);
3. Шарль Матіас Сімонс — (1853 — 1860);
4. Віктор де Торнако — (1860 — 1867);
5. Емануель Серве — (1867 — 1874);
6. Фелікс де Блохаузен — (1874 — 1885);
7. Едуар Тільж — (1885 — 1888);
8. Поль Ейшен — (1888 — 1915);
9. Матіас Монжена — (1915);
10. Юбер Люц — (1915 — 1916);
11. Віктор Торн — (1916 — 1917);
12. Леон Кауффманн — (1917 — 1918);
13. Еміль Рейтер — (1918 — 1925);
14. Пьєр Прюм — (1925 — 1926);
15. Жозеф Беш — (1926 — 1959);
16. Ежен Шаус — (1959 — 1964);
17. Пьєр Вернер — (1964 — 1967);
18. Пьєр Грегуар — (1967 — 1969);
19. Гастон Торн — (1969 — 1980);
20. Колетт Флеш — (1980 — 1984);
21. Жак Поос — (1984 — 1999);
22. Лідьє Польфер — (1999 — 2004);
23. Чарльз Геренс — (2004 — 2004);
24. Жан Ассельборн — (2004 — 2023);
25. Ксав'є Бетель — (2023 — );